# 塞耶河畔阿罗库尔
塞耶河畔阿罗库尔（法語：Haraucourt-sur-Seille，法語發音：[aʁokuʁ syʁ sɛj]）是法国摩泽尔省的一个市镇，属于萨尔堡-萨兰堡区。

## 地理
塞耶河畔阿罗库尔（48°47'58"N, 6°36'17"E）面积8.08 平方千米，位于法国大東部大區摩泽尔省，该省份为法国东北部内陆省份，是洛林的一部分，西南接默尔特-摩泽尔省，东临下莱茵省，北与卢森堡和德国接壤。
与塞耶河畔阿罗库尔接壤的市镇（或旧市镇、城区）包括：武埃堡、昂蓬、马尔萨勒、穆瓦延维克、圣梅达尔。

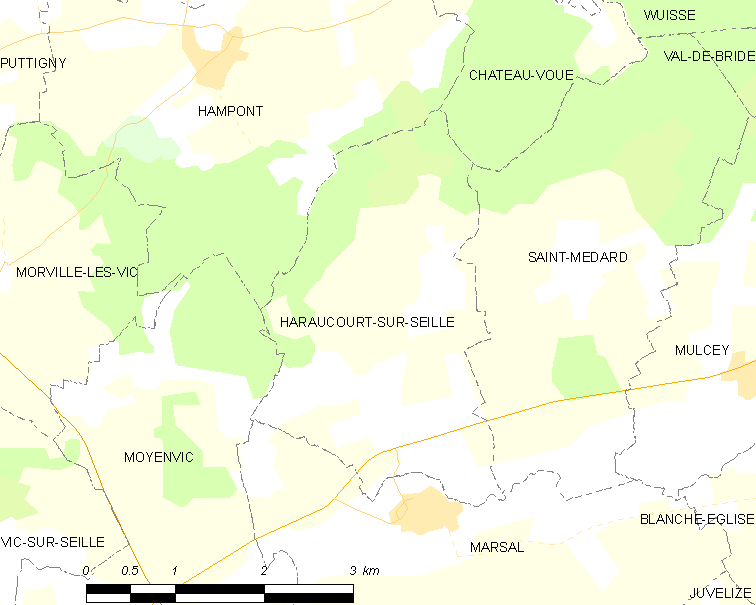
塞耶河畔阿罗库尔的OSM定位图

塞耶河畔阿罗库尔的时区为UTC+01:00、UTC+02:00（夏令时）。

## 行政
塞耶河畔阿罗库尔的邮政编码为57630，INSEE市镇编码为57295。

## 政治
塞耶河畔阿罗库尔所属的省级选区为索努瓦县。

## 人口

1962-2008年间塞耶河畔阿罗库尔人口变化图示

塞耶河畔阿罗库尔于2022年1月1日时的人口数量为109人。